# Guðrún Eva Mínervudóttir
Guðrún Eva Mínervudóttir (Reikiavik, 17 de marzo de 1976) es una escritora islandesa.
Estudió filosofía en la Universidad de Islandia. Su primer libro se editó en 1998 en edición limitada, después llegaron los siguientes títulos:
- Á meðan hann horfir á þig ertu María mey (1998, relatos breves)
- Ljúlí ljúlí (1999, novela)
- Fyrirlestur um hamingjuna (2000, novela)

En 2001 le fue concedido el Premio de Literatura de Islandia. Junto con Hrafn Jökulsson ha publicado un libro de poesía. Desde 2000, ha escrito también otras novelas. Además es autora de cuentos infantiles, y ha colaborado con varias revistas. Vive en Reikiavik.